# Climbing Wall
Koordinaten: 69° 23′ S, 76° 31′ O
Die Climbing Wall (englisch für Kletterwand) ist eine 40 m hohe und vertikale Felswand auf der Insel Dålkøy im südöstlichen Teil der Prydz Bay an der Ingrid-Christensen-Küste des ostantarktischen Prinzessin-Elisabeth-Lands.
Das Antarctic Names Committee of Australia benannte sie 1987.